# Rhysodesmus notostictus
Rhysodesmus notostictus är en mångfotingart som beskrevs av Pocock 1910. Rhysodesmus notostictus ingår i släktet Rhysodesmus och familjen Xystodesmidae. Inga underarter finns listade i Catalogue of Life.